# Warszawa Wschodnia
Warszawa Wschodnia je varšavské východní železniční nádraží ve Varšavě, Mazovském vojvodství.

## Historie

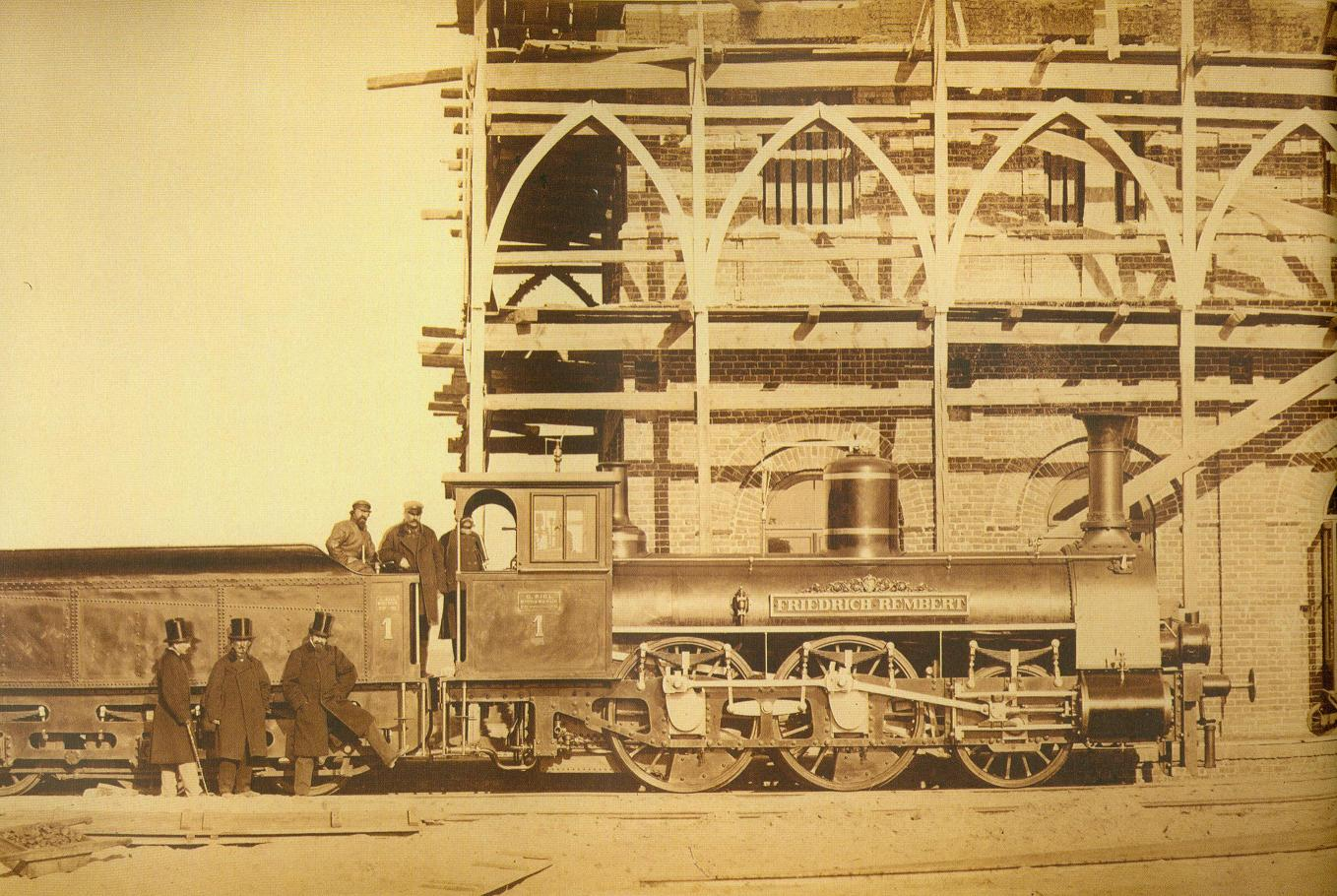
Jedna z lokomotiv před nádražní budovou (1866)

Vznik východního nádraží ve Varšavě byl spojen s výstavbou železniční trati Warszawa Centralna – Terespol. Otevřeno bylo v roce 1866, kdy neslo název Dworzec Terespolski. Tato železniční stanice sloužila především spojům jedoucím ve směru do Brestu a Lublinu. Jako jedna z mála železničních stanic ve Varšavě unikla vážnému poškození při ústupu ruské armády v roce 1915.
Při rekonstrukci varšavského železničního uzlu zahájené v roce 1919 byla stanice přestavěna a od roku 1933 je součástí varšavské diametrální linky.
V roce 1939 bylo nádraží opakovaně bombardováno, při kterém zahynulo mnoho lidí. Před jedním ze vchodů do nádražní budovy (ul. Kyjowska) je umístěn kamenný památník věnovaný obětem bombardování. V roce 1944 byla původní nádražní budova stanice zcela zničena. Po válce ji nahradila dočasná nádražní budova.
Rekonstrukce a modernizace železniční stanice po druhé světové válce byla dokončena v roce 1969. Tehdy vznikla nová nádražní budova, vzdálená přibližně 200 metrů východně od původní nádražní budovy. Ve své době bylo východní nádraží nejnovější a nejreprezentativnější stavbou svého druhu ve Varšavě.
V letech 2010-2012 prošla stanice rozsáhlou rekonstrukcí, v souvislosti s konáním Mistrovství Evropy ve fotbale 2012, které se konalo v Polsku a na Ukrajině v období od 8. června do 1. července 2012. Rekonstrukce staniční budovy byla dokončena na konci května roku 2012, zachována zůstala pouze původní ocelová konstrukce haly. Rekonstrukce nástupišť, byla provedena v menší míře, spíše se jednalo o kosmetické práce. Opravy nástupišť jsou plánovány pro následující roky.

## Obecný přehled
Tato železniční stanice má sedm nástupišť. První až čtvrté nástupiště slouží především dálkovým spojům, šesté a sedmé nástupiště slouží příměstské železnici. Páté nástupiště je univerzální. Všechna nástupiště jsou částečně krytá, propojují je tři podchody.
Východní varšavské nádraží se několikrát objevilo i ve filmu. Kupříkladu v komedii Tadeusza Chmielewskiego Nie lubię poniedziałku z roku 1971.

## Železniční doprava
Východní varšavské nádraží slouží dálkovým vnitrostátním spojům jedoucím např. do Krakova - (Kraków Główny), Katovic, Gdyně - (Gdynia Główna), Vratislavi - (Wrocław Główny) a příměstské železnici, zejména spojům společnosti Szybka Kolej Miejska w Warszawie a Koleje Mazowieckie. Obsluhují jej také autobusy a tramveje.
Szybka Kolej Miejska w Warszawie
| Linka | Linka | Směr                                                        | Směr |
| ----- | ----- | ----------------------------------------------------------- | ---- |
|       | S1    | Otwock – Warszawa Wschodnia – Warszawa Zachodnia – Pruszków |      |
|       | S2    | Sulejówek Miłosna – Warszawa Wschodnia – Warszawa Zachodnia |      |

Koleje Mazowieckie
| Linka | Linka | Smě                                                                                    | Smě |
| ----- | ----- | -------------------------------------------------------------------------------------- | --- |
|       | KM1   | Warszawa Wschodnia – Warszawa Zachodnia – Pruszków - Żyrardów - Skierniewice           |     |
|       | KM2   | Warszawa Zachodnia – Warszawa Wschodnia – Sulejówek Miłosna - Mińsk Mazowiecki - Łuków |     |
|       | KM3   | Warszawa Wschodnia – Warszawa Zachodnia – Błonie - Kutno                               |     |
|       | KM7   | Warszawa Zachodnia – Warszawa Wschodnia – Otwock - Dęblin                              |     |
|       | KM8   | Warszawa Wschodnia – Warszawa Zachodnia – Piaseczno - Skarżysko-Kamienna / Pilawa      |     |

Przewozy Regionalne
| Linka | Linka | Směr                                                                                         | Směr |
| ----- | ----- | -------------------------------------------------------------------------------------------- | ---- |
|       | IR    | Warszawa Wschodnia – Warszawa Centralna - Warszawa Zachodnia - Łódź Żabieniec - Łódź Kaliska |      |
|       | IR    | Warszawa Wschodnia – Warszawa Centralna - Warszawa Zachodnia - Sosnowiec Główny - Katowice   |      |

## Galerie

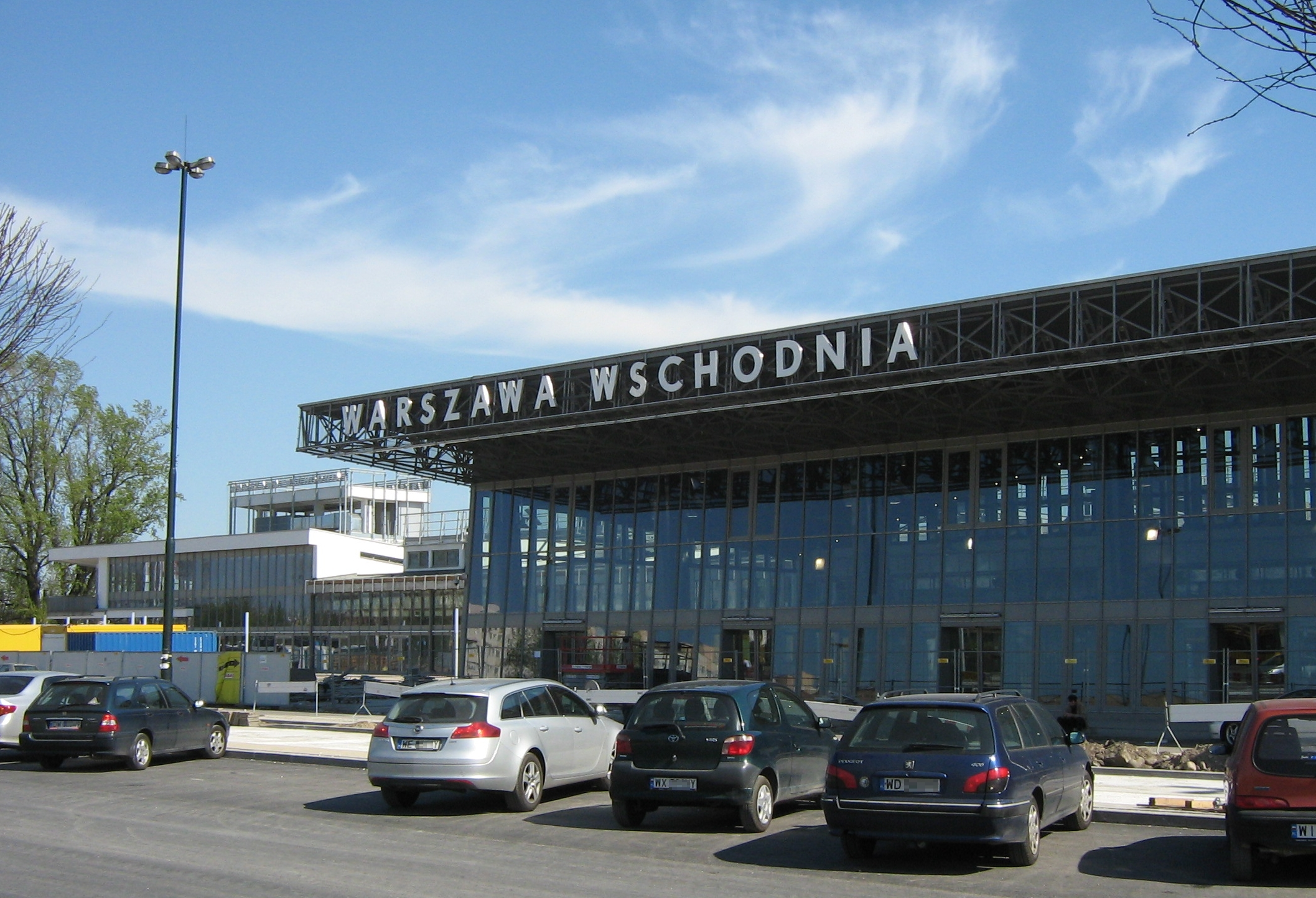
Staniční budova
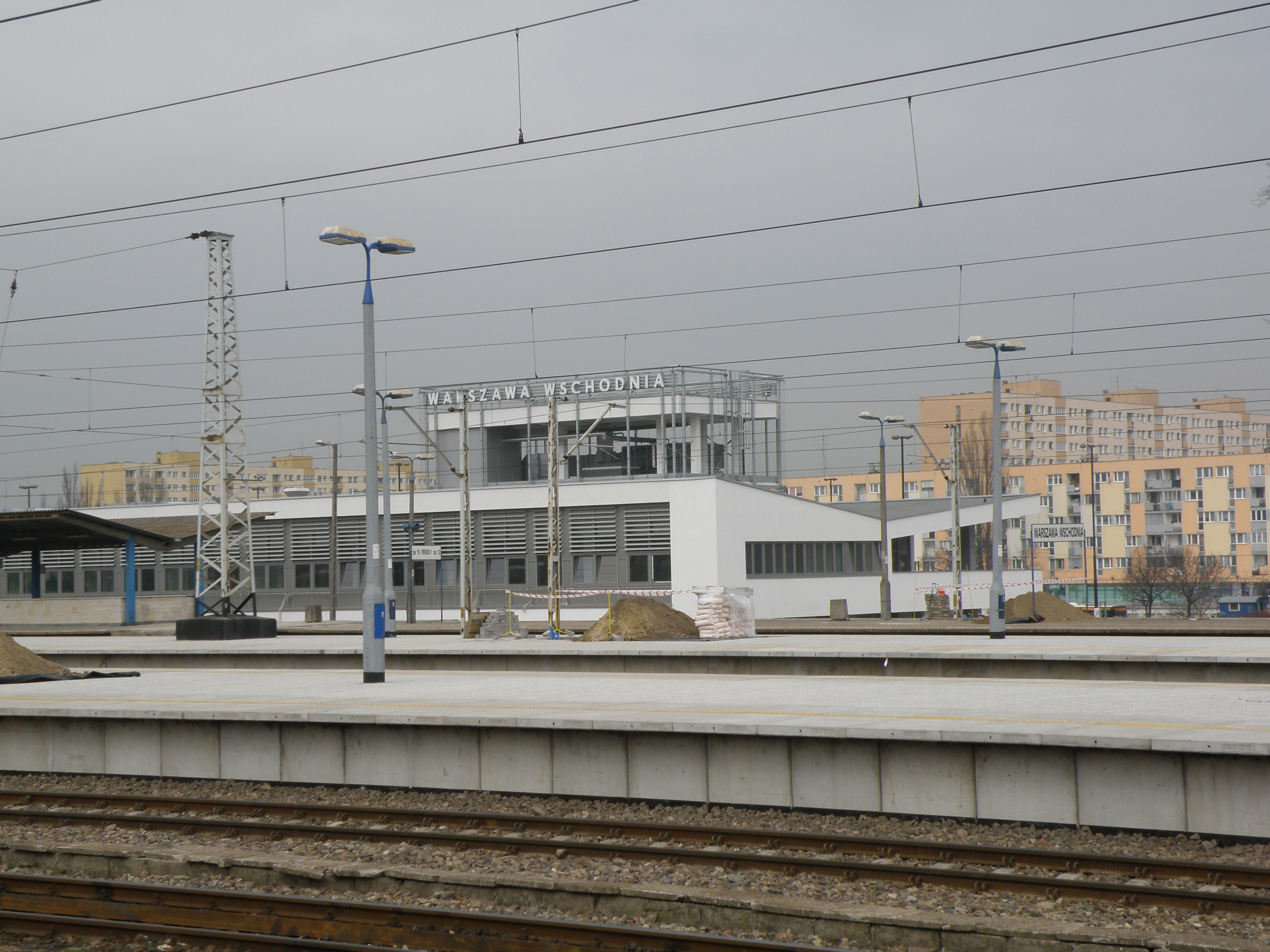
Staniční budova pohledem z nástupišť
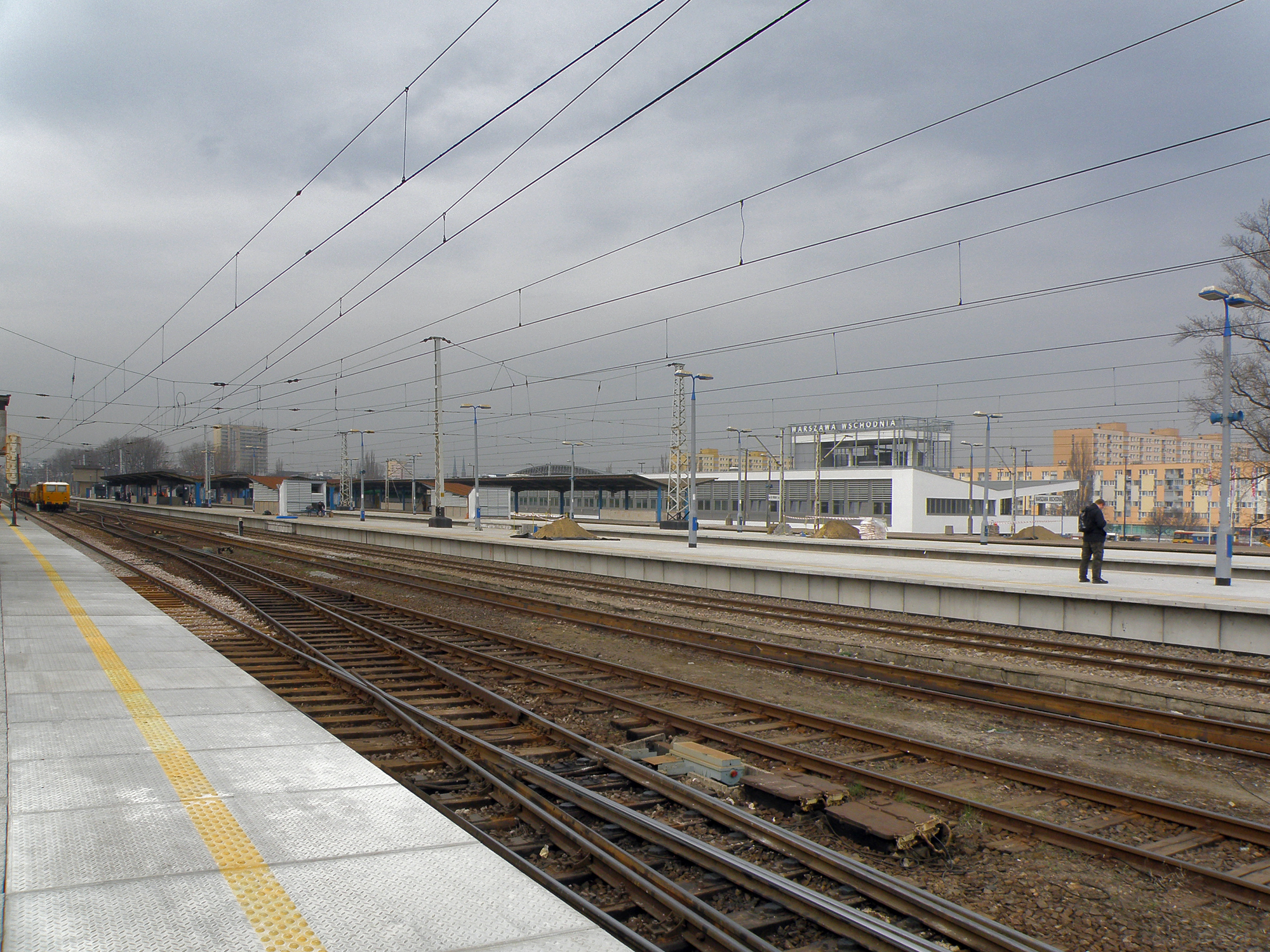
Nástupiště
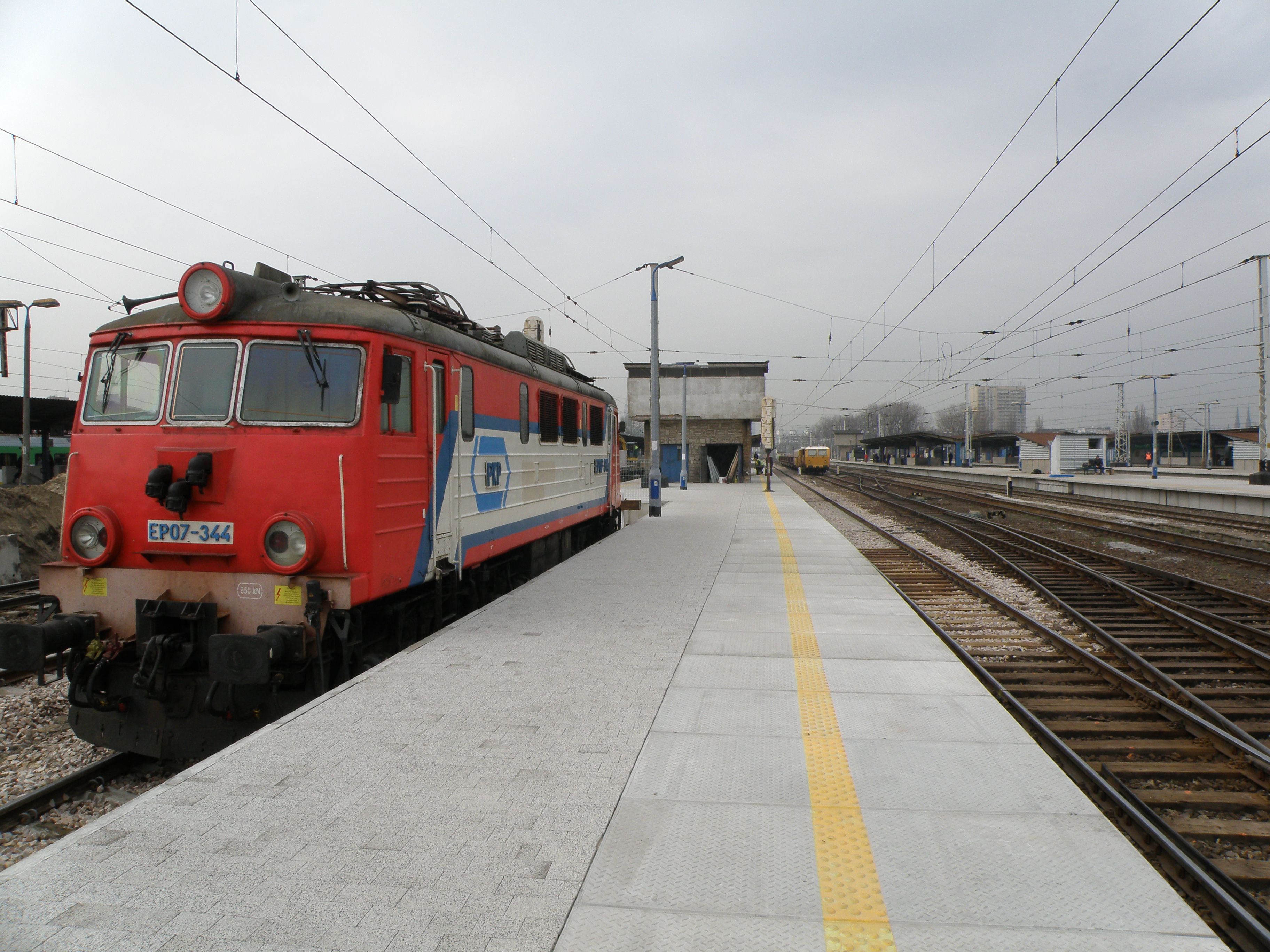
Nástupiště
Kamenný památník věnovaný těm, kteří zemřeli během bombardování